# Miguel Lino de Ezpeleta
Miguel Lino de Ezpeleta, a veces escrito como de Espeleta, (Manila, junio de 1701-Cebú, julio de 1771) fue un criollo español nacido en Manila que se desempeñó como obispo de Cebú desde 1757 hasta su muerte en 1771. Además, también asumió el cargo de gobernador general de 1759 a 1761, durante la intervención española en la Guerra de los Siete Años y preludio de las ocupaciones de Manila y Cavite.

## Vida y sucesión
Miguel Lino de Ezpeleta nació en Manila en 1701. Aunque nació de padres españoles, a menudo se le consideraba filipino en lugar de criollo.
El 18 de julio de 1757 fue nombrado obispo de la Diócesis de Cebú (ahora archidiócesis) y aproximadamente un año después, fue ordenado obispo por el arzobispo de Nueva Cáceres, Manuel de Matos.
Tras la muerte del gobernador general Pedro Manuel de Arandía Santisteban en 1759, la Sede de Manila y la Sede de Nueva Segovia quedaron vacantes y de Ezpeleta, como obispo de Cebú, era el prelado mayor de las islas. Asumió el cargo de gobernador contra la voluntad de la Real Audiencia de Manila.
El 22 de julio de 1759 llegó al país el nuevo arzobispo de Manila, Manuel Rojo del Río y Vieyra, lo que anuló la ocupación de Ezpeleta de la sede del gobernador. De Ezpeleta se negó a dimitir como gobernador por orden de Rojo y buscó el apoyo de los oidores de la Audiencia: dos de los cuatro oidores se fueron del lado de Ezpeleta y los otros del de Rojo. De Ezpeleta argumentó el precedente de Juan de Arechederra, que anteriormente había tenido la misma situación que él. Llevaron la cuestión al Consejo de Indias a través de su fiscal, Francisco Léandro de Viana.

## Administración
Una de sus acciones iniciales contra la anterior administración de Arandía y la Real Audiencia fue revocar las reformas y decretos redactados por el anterior gobernador.
Más tarde, en 1759, suprimió la armada del padre José Ducós, que había sido encargado por Arandía para proteger a los misioneros jesuitas que convertían musulmanes en la bahía de Iligan. Una de las razones dadas para esta supresión es que los misioneros agustinos de Caraga y Butuán habían reclamado a de Ezpeleta que no estaban bien protegidos. El historiador y biógrafo español José Montero y Vidal ha señalado que esta supresión aceleró enormemente las depredaciones causadas por los piratas musulmanes en Luzón y Bisayas.
Gran parte de la administración de Ezpeleta estuvo ocupada por el procesamiento de don Santiago Orendaín, antiguo consejero del gobernador Arandía, a quien se responsabilizó por la represión a la iglesia. Orendaín buscó refugio en un convento agustino, pero luego fue apresado y encarcelado en el Fuerte de Santiago.
En julio de 1761, un real decreto de Carlos III procedente de Madrid ordenó la dimisión de Ezpeleta. Luego entregó la administración de la colonia al arzobispo Rojo.